# Paraschevi din Iconium

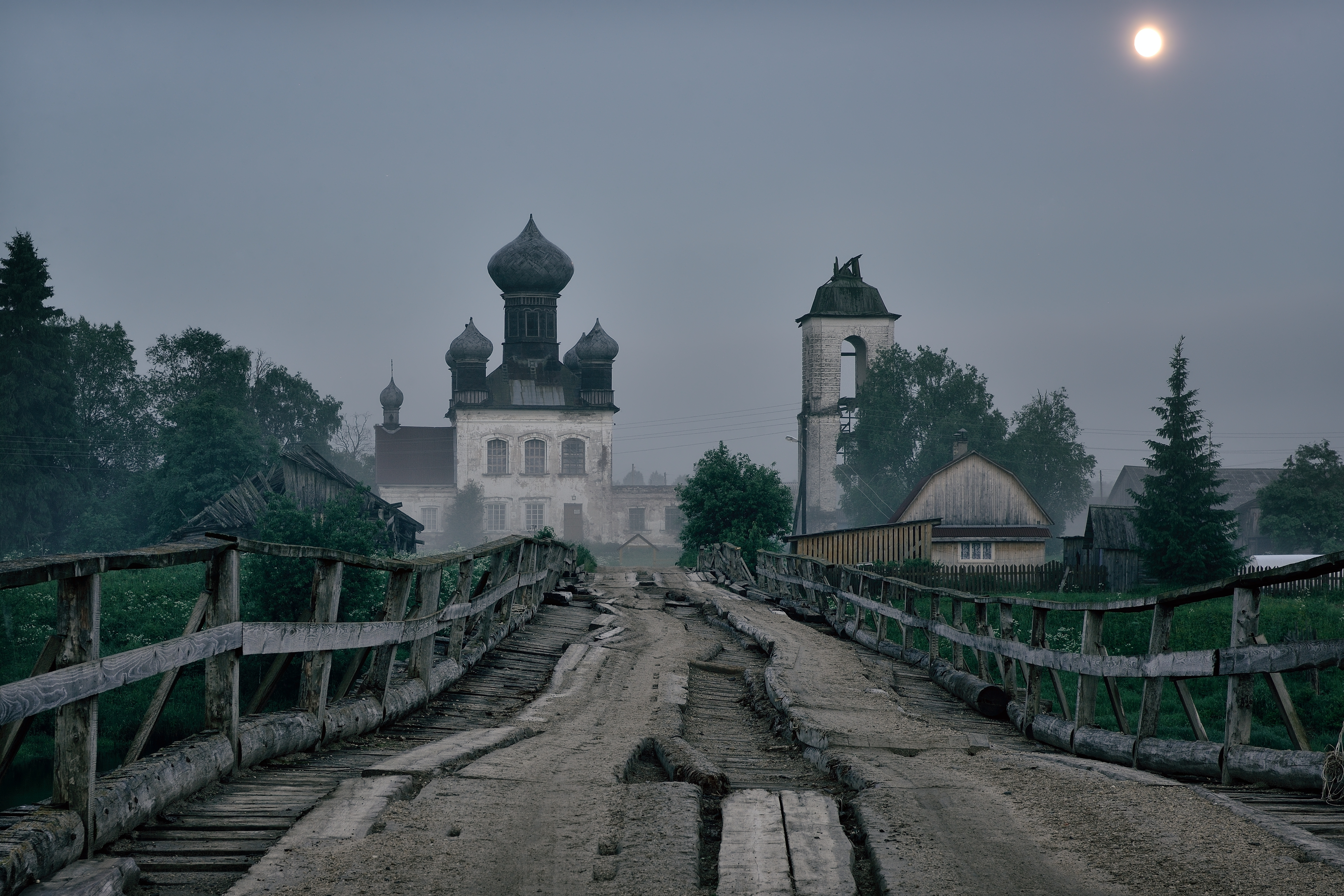
Biserica Parascheva Piatnița din Leșino, regiunea Arhanghelsk, Rusia.

Sfânta Paraschevi din Iconium (cunoscută, de asemenea, ca Parascheva Piatnița) a fost o fecioară creștină martiră, venerată ca sfântă. Conform tradiției creștine, ea s-a născut într-o familie bogată din orașul Iconium (aflat azi în Turcia). Părinții ei erau creștini, iar fetița a fost numită Paraschevi (acest nume înseamnă „vineri” în limba greacă) pentru că a fost botezată într-o zi de vineri și pentru că vineri a fost ziua Patimilor lui Hristos.
Paraschevi a devenit predicatoare și, potrivit tradiției, a convertit la creștinism un bărbat pe nume Antoninus. A fost martirizată ulterior la Iconium în timpul persecuțiilor anticreștine ale lui Dioclețian.

## Venerație

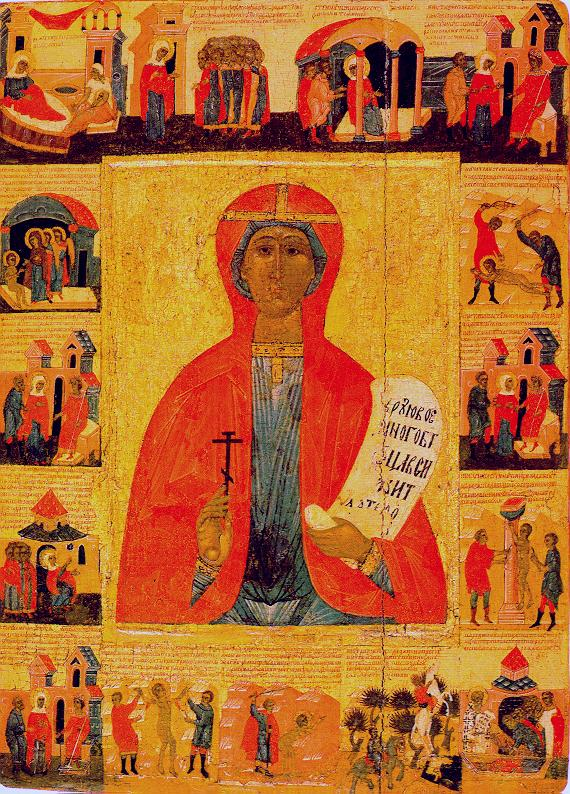
Scene din Viața Sfintei Parascheva. Icoană rusă.

O relatare despre martiriul ei a fost scrisă de Ioan de Eubeea. Cultul și însușirile Paraschevei au început să fie confundate cu cele ale altor sfinte cu același nume, precum și cu ale unor zeități precreștine ale slavilor.
A fost Paraschevi sau Parascheva o fecioară creștină timpurie botezată astfel în cinstea zilei Răstignirii? Sau a fost o personificare a acelei zile, reprezentată cu o cruce în mână pentru a întări ardoarea credincioșilor? Și a fost Parascheva a slavilor sudici aceeași cu cea care și-a făcut apariția în nordul Rusiei?
Parascheva-Piatnița „a dobândit o personalitate și atribuții proprii pe pământul rusesc”. Icoanele din secolele XIII-XV de la Novgorod o înfățișează pe Parascheva ca pe o figură ascetică purtând veșminte de culoare roșie (culoarea martiriului). Ea ține o cruce ortodoxă rusească, un sul în care își mărturisește credința sau un vas unde se află mireasma martiriului. Ea a fost reprezentată împreună cu Sfânta Anastasia, Sfânta Barbara sau Sfânta Iuliana; uneori ea este reprezentată alături de sfinți bărbați.
În Rusia Parascheva-Piatnița a fost patroana negustorilor și târgurilor, precum și a căsătoriei.

## Legături externe
- Sursă catolică